# AnimaniA

Entwicklung der gesamten Druckauflage entsprechend den Daten der IVW

Die AnimaniA ist ein deutschsprachiges Fachmagazin für Anime und Manga.
Die erste Ausgabe wurde im September 1994 veröffentlicht. Das Magazin war das erste deutschsprachige, welches sich nur diesem besonderen Teil der japanischen Kultur widmete. Bereits vor der ersten Ausgabe gab es noch eine Nummer 0, die zu Promotionszwecken gratis auf dem Comic-Salon Erlangen 1994 verteilt wurde.
Bis Ausgabe 50 erschien die AnimaniA im Abstand von zwei Monaten, danach zehnmal im Jahr. Ab der Ausgabe 04–05/2010 erscheint die Animania wie zu Beginn sechsmal im Jahr, was mit der rückläufigen Releaseentwicklung auf dem deutschen Anime-Markt begründet wird.
Das Magazin verfügt über die Rubriken News Anime Deutschland, News Manga Deutschland, News Anime & Manga Japan/USA, Fan-Corner: Leserbriefe / Fanart-Gallery, Terminkalender und ein Kreuzworträtsel. Außerdem News J-Culture / Screenshot / Soundcheck / Virtual Area und Gewinnspiele.
Das Label AnimaniA gehörte bis Februar 2010 zu Weird Visions. Nach der Insolvenz von Weird Visions wurde die Zeitschrift vom Chefredakteur Thomas Webler aus der Insolvenzmasse aufgekauft und in die Animagine GmbH übertragen. Dabei wurde der Großteil der bestehenden Redakteure übernommen.
Unter dem Label Animania sind neben der eigentlichen Zeitschrift folgende, größtenteils vergriffene,
Publikationen veröffentlicht worden:
- AnimaniA – FanArt Special – Fanart
- AnimaniA – Sammelband des ersten Jahrgangs
- AnimaniA – Sailor Moon Special
- AnimaniA – Hentai Special
- Armitage III (in der AnimaniA 3/96 bis 4/97)
- Groundwork of Evangelion – Artbook
- Die neue Generation von Mangazeichnern – Artbook

Seit Ausgabe 04/2005 kann man die AnimaniA mit einer DVD kaufen, auf der drei Pilotepisoden, Trailer, Interviews, Making-ofs und anderes zu finden sind.
Die Mitarbeiter der AnimaniA (bzw. Animagine GmbH) richten zudem die jährlich im Sommer stattfindende Anime-Convention Animagic aus.
Die erste AnimaniA-Chefredaktion trennte sich Ende 2000 nach Ausgabe 39 von der Zeitschrift und ging im Januar 2001 mit dem eigenen Fachmagazin MangasZene auf den Markt.
Ab Ausgabe 02/2025 erscheint die AnimaniA 4 × pro Jahr.